# God Save Our Solomon Islands
God Save Our Solomon Islands ist seit 1978 die Nationalhymne der Salomonen. Die Musik wurde von Panapasa Balekana komponiert, der Text von ihm und Matila Balekana geschrieben.

## Englischer Text
God save our Solomon Islands from shore to shore

Bless all our people and all our lands

With your protecting hands

Joy, peace, progress and prosperity’

That men should brothers be, making nations see

Our Solomon Islands, our Solomon Islands

Our Nation Solomon Islands

Stands for ever more.

## Deutsche Übersetzung
Gott segne unsere Salomonen von Küste zu Küste,

Segne all unser Volk und all unser Land,

Mit deinen schützenden Händen,

Freude, Friede, Fortschritt und Wohlstand,

Dass alle Menschen Brüder seien, lass Nationen sehen,

Unsere Salomonen, unsere Salomonen,

Unsere Nation Salomonen,

Steht für immer und ewig.